# Главное управление по делам литературы и издательств
Гла́вное управле́ние по дела́м литерату́ры и изда́тельств (аббр. офиц. Главлит) — орган государственного управления Союза Советских Социалистических Республик, осуществлявший цензуру печатных произведений и защиту государственных секретов в средствах массовой информации, а также контроль за хранением, эксплуатацией и обслуживанием печатного оборудования, множительной и копировальной техники, и лиц к ним допущенных в период с 1922 по 1991 годы.

## Официальные наименования и подчиненность в разные годы
В разные годы Главлит имел разные официальные наименования:
- Главное управление по делам литературы и издательств (Главлит) Народного комиссариата просвещения РСФСР (1922—1933)
- Управление Уполномоченного Совета народных комиссаров СССР по охране военных и государственных тайн в печати (1933—1946)
- Управление Уполномоченного Совета Министров СССР по охране военных и государственных тайн в печати (1946—1953)
- Управление Уполномоченного по охране военных и государственных тайн в печати Министерства внутренних дел СССР (март 1953 — октябрь 1953)
- Главное управление по охране военных и государственных тайн в печати (Главлит) при Совете Министров СССР (1953—1963)
- Главное управление по охране военных и государственных тайн в печати (Главлит) Государственного комитета Совета Министров СССР по печати (1963—1966)
- Главное управление по охране государственных тайн в печати при Совете Министров СССР (Главлит СССР) (18 августа 1966 — август 1990)
- Главное управление по охране государственных тайн в печати и других средствах массовой информации при Совете Министров СССР (ГУОТ СССР) (август 1990 — январь 1991)
- Главное управление по охране государственных тайн при Кабинете Министров СССР (январь — апрель 1991)
- Главное управление по охране государственных тайн в печати и других средствах массовой информации Министерства информации и печати СССР (апрель 1991 — июль 1991)
- Агентство по защите государственных секретов в средствах массовой информации при Министерстве информации и печати СССР (июль 1991 — октябрь 1991)

## Создание
Главлит был создан на основании декрета Совета народных комиссаров РСФСР от 6 июня 1922 года в рамках проведения Культурной революции. Основной целью создания Главлита было «объединение всех видов цензуры печатных произведений».
В декрете о создании Главлита были сформулированы общие принципы, которыми должен был руководствоваться Главлит при запрещении издания или распространении произведений:
1. Агитация против Советской власти,
2. Разглашение военной тайны республики,
3. Возбуждение общественного мнения путём сообщения ложных сведений,
4. Возбуждение националистического и религиозного фанатизма,
5. Носящих порнографический характер.

В дальнейшем принципы цензуры были значительно расширены и дифференцированы по направлениям.

## Структура
Центральный аппарат Главлита к 1927 г. состоял из 86 сотрудников. В 1934 году в центральном аппарате работало уже 197 человек. В дальнейшем численность цензоров росла, однако, по некоторым данным максимальная численность сотрудников всего Главлита достигала 2400 человек. Другие источники утверждают, что уже к 1939 году численность сотрудников Главлита достигла 6027 человек.
В 1947 г. численность сотрудников Главлита и Всесоюзной Книжной палаты составляла 6453 чел.
Уполномоченный Совета Министров СССР по охране военных и государственных тайн в печати К. Омельченко, 27 февраля 1947 г. о структуре Главлита:

Начальник Главлита, он же Уполномоченный Совета Министров СССР по охране военных и государственных тайн в печати, Заместители Уполномоченного (по общим вопросам, по вопросам информации иностранных корреспондентов за границу, по местным органам цензуры, по кадрам).
Отделы:
1-й отдел (военный) — ведает вопросами Перечня сведений, составляющих военные и государственные тайны в печати и радиовещании. Разрабатывает совместно или по согласованию с соответствующими министерствами СССР «Перечень сведений, составляющих военные и государственные тайны» на мирное время и отдельно на военное время. Разрабатывает совместно с Министерством государственной безопасности СССР сводку секретных и совершенно секретных вопросов для руководства в служебной переписке, телеграммах и радиограммах, обязательную для исполнения всеми министерствами и подчиненными им учреждениями.
Личный состав 1-го отдела должен комплектоваться из офицеров, состоящих в кадрах Вооруженных сил.
2-й отдел — осуществляет цензорский контроль над иностранной литературой, поступающей в СССР.
3-й отдел — контролирует информацию иностранных корреспондентов из СССР за границу.
4-й отдел — осуществляет предварительный цензорский контроль над выпуском книг и журналов центральных издательств.
5-й отдел — осуществляет последующий контроль над издающимися на периферии произведениями печати и осуществляет руководство местными органами цензуры (Главлиты союзных и автономных республик, краевые и областные управления по делам литературы и издательств).
6-й отдел — осуществляет предварительный контроль центральных газет, центрального радиовещания, материалов ТАСС и Совинформбюро.
7-й отдел — ведает вопросами изъятия политически вредной литературы, контролем исполнения полиграфическими предприятиями «Правил производства и выпуска в свет произведений печати» и контролем вывоза советской литературы за границу.
Отдел кадров — ведает цензорскими кадрами центра и периферии, учётом их, подготовкой и переподготовкой.
Секретный отдел
Планово-финансовый отдел
Управление делами
Секретариат
В систему Главлита входит Всесоюзная Книжная Палата, которая осуществляет государственную библиографическую регистрацию всех произведений печати. Палата имеет издательство и типографию.
В центральном аппарате Главлита работают 233 чел.; во Всесоюзной Книжной Палате — 350 чел.
Структура местных органов следующая:
а. В каждой союзной (кроме РСФСР) и автономной республике имеется Главное управление по делам литературы и издательств республики.
б. В каждом крае — Крайлит и в области — Обллит (Краевые и Областные управления по делам литературы и издательств).
Главлиты союзных республик, Главлиты автономных республик, Крайлиты и Обллиты РСФСР — подчинены непосредственно Уполномоченному Совета Министров СССР по охране военных и государственных тайн в печати.
В районах и уездах имеются районные уполномоченные (цензоры), подчиненные соответствующему Обллиту или Главлиту.
Районные уполномоченные разбиты на две категории: а) штатные и б) исполняющие цензорские функции по совместительству. Совместители-цензоры назначаются в районах, где объём печатной продукции незначительный.
На периферии в органах цензуры имеется 2.120 штатных работников. Помимо этого имеется 3.750 районных цензоров-совместителей.
Все органы цензуры (центральный аппарат и местные органы) финансируются из союзного бюджета через Главлит. На содержание органов цензуры в 1947 году ассигновано — центральному аппарату Главлита 4.133 тыс. рублей, Всесоюзной Книжной Палате — 3.740 тыс. руб., местным органам — 28.765 тыс. руб. Всего на цензуру по союзному бюджету ассигновано 36.638 тыс. рублей.

## Функции Главлита
Фактически функции Главлита выходили за рамки охраны государственной тайны.

Главное Управление по делам литературы и издательств (Главлит) ведает вопросами организации цензуры открытых произведений печати и широкого радиовещания. Функции Главлита следующие:
а. руководство органами цензуры на территории Союза ССР;
б. организация предварительного и последующего контроля над всеми видами произведений печати и радиовещания;
в. контроль над ввозом иностранной литературы в СССР и вывозом советской литературы из СССР за границу;
г. контроль над информацией иностранных корреспондентов
из СССР за границу;
д. разрешение и запрещение выпуска книжной и журнальной продукции в СССР, государственная регистрация издательств;
е. государственная библиографическая регистрация всех произведений печати, выходящих в СССР;
ж. издание списков политически вредной литературы, под лежащей изъятию органами цензуры из библиотек общественного пользования и книжных магазинов и контроль за книготорговлей в букинистических книжных магазинах;
з. выдача разрешений на право иметь спецфонды литературы при библиотеках, издание обязательных правил о порядке хранения и пользования спецфондами литературы в библиотеках и спецфондами в музеях;
и. издание обязательных для всех полиграфических предприятий и издательств в СССР приказов о доставке определённым адресатам сигнальных и обязательных (платных и бесплатных) экземпляров произведений печати.
— Уполномоченный Совета Министров СССР по охране военных и государственных тайн в печати
К. Омельченко, 27 февраля 1947 г.
Главлит выдавал разрешения на открытие издательств и утверждал кандидатуры руководства, разрешения на выпуск периодических изданий, утверждал редакционные коллегии и ответственных редакторов. Под контролем этого органа находились также радиовещание, выставки и публичные лекции. Главлит ограничивал и контролировал приём печатных изданий от населения букинистическими магазинами.
Ряд изданий (органов коммунистической партии, государственных органов, Академии наук) освобождался от идеологической цензуры, но подвергался цензуре на наличие гостайны.
Ежегодно Главлит составлял примерный план издательской продукции на всю страну, определяя листаж и процент литературы по отдельным отраслям знания и для отдельных групп потребителей. План утверждался коллегией Народного комиссариата просвещения (впоследствии — соответствующего министерства). Главлит также следил за выполнением утверждённого плана.
Главлит осуществлял предварительную цензуру всех книжных и периодических изданий в стране и всей ввозимой литературы. Нормативы контроля были следующими:

Иностранная литература контролируется нами в следующие сроки: издания, предназначенные для распространения через «Союзпечать» — два-три часа, авиапочта — в день поступления, остальные газеты — сутки, журналы — двое-трое суток, книги — до пяти суток.
— П. К. Романов, докладная записка в ЦК КПСС, февраль 1959 года
Предварительная цензура осуществлялась на трёх стадиях подготовки издания к печати: рукопись, корректурные оттиски (гранки) и сигнальный экземпляр.
При этом автор произведения был лишён возможности непосредственно ознакомиться с указаниями и рекомендациями цензора, которые включались в единое редакционное решение.
После допуска на каждой стадии ставились печати:
- «Разглашения военной или государственной тайны нет» (на рукописи);
- «Разрешается в печать» (на гранках);
- «Разрешается в свет» (на сигнальном экземпляре)[10].

В обиходе появилось понятие «литование» — заверение у цензора центрального или местного отделения Главлита, получение разрешения на публикацию. Литование проходили все книги, журналы, сценарии кинофильмов. Неугодные власти фрагменты изымались, что часто ухудшало художественную ценность произведения. Оригинальные и творческие находки могли быть истолкованы цензурой как намёки на ошибки существующей власти, замаскированную критику или сатиру.
В 1922 году при Главлите было создано Главное управление по контролю за зрелищами и репертуаром, которое выпустило репертуарные указатели. В репертуарном указателе 1929 года были обозначены пьесы, у которых были «содержание, форма и язык произведения в достаточной степени примитивны и не сложны».
С 1935 года и до середины 1950-х Главлит также занимался поисками «визуальной контрреволюции, вредительства», которые практически всегда были параноидальной выдумкой или парейдолией цензоров (гиперсемиотизацией рисунков):

Классовая борьба в области литературы и искусства за последнее время принимает все новые и новые формы. В частности, на ИЗО-фронте Главлитом обнаружены умело замаскированные вылазки классового врага. Путем различного сочетания красок, света и теней, штрихов, контуров, замаскированных по методу «загадочных рисунков», протаскивается явно контрреволюционное содержание. <…>
Всем цензорам, имеющим отношение к плакатам, картинам, этикеткам, фотомонтажам и проч. — установить самый тщательный просмотр этой продукции, не ограничиваться вниманием к внешнему политическому содержанию и общехудожественному уровню, но смотреть особо тщательно все оформление в целом, с разных сторон (контуры, орнаменты, тени и т. д.), чаще прибегая к пользованию лупой.
— Приказ № 39 по Главному Управлению по делам литературы и издательств 14 февраля 1935 г.
Наиболее крупным проявлением такой цензуры было изъятие с 19 декабря 1937 года части 200-миллионного тиража «пушкинских тетрадей», выпущенных в феврале, и последовавшая «тетрадная паника» среди населения.

## Деятельность
В 1925 году под грифом «Совершенно секретно» Главлит выпустил первый «Перечень сведений, составляющих тайну и не подлежащих распространению в целях охранения политико-экономических интересов СССР». Текст первого списка имел 16 страниц и содержал 96 тайн.
Кроме перечней выпускались отдельные циркуляры. В дальнейшем число циркуляров Главлита с запретом публиковать те или иные сведения быстро росло. Количество тайн к 1936 году уже составляло 372, в 1937 году — ещё 300.
В 1932 году вышел первый номер специального ведомственного бюллетеня. Выпускаемые ежеквартально тиражом в 100 экземпляров бюллетени рассылались уполномоченным Главлита при издательствах, начальникам главлитов союзных республик, краёв и областей и содержали, по словам тогдашнего руководителя Главлита РСФСР Бориса Волина, «наиболее важный материал, способный быть инструктивным и предупреждающим органы нашей цензуры».
В 1930-е годы уполномоченные Главлита появились при всех издательствах, радиостанциях, телеграфных агентствах, на почтамтах и таможнях.

### Чистка в 1937 году
В 1937 году аппарат Главлита подвергся тотальной чистке и репрессиям как и многие другие государственные структуры в СССР.
2 ноября 1937 года заведующий отделом печати и издательств Лев Мехлис направил в ЦК ВКП(б) и в СНК СССР записку «о политическом положении» в Главлите. В документе было указано, что за три предыдущих месяца из центрального аппарата Главлита было уволено 11 чел., в том числе — первый заместитель начальника и заведующий отделом военной цензуры. Всего «под нажимом отдела печати» из центрального аппарата уволили 60 чел., из которых 17 чел. исключили из рядов ВКП(б). Мехлис утверждал, что из 19 представленных на утверждение ЦК кандидатур цензоров центральных газет «почти половина политически сомнительных людей». Кроме того, в вину руководству Главлита было поставлено: создание атмосферы круговой поруки; зажим критики и подхалимаж; указание «о рассылке в десятках тысяч экземпляров списков изымаемых книг с указанием фамилии автора». По мнению Мехлиса, рассылая изданные массовым тиражом списки изъятой литературы, руководство Главлита дезавуировало заявления советского руководства о наличии свободы слова в СССР.
Мехлис обвинил начальника Главлита Ингулова в том, что тот оказывал покровительство «врагам народа», способствовал «засорению аппарата», не желая «по-большевистски» ликвидировать «последствия вредительства в Главлите и сокрытия им от партии своих антипартийных поступков в прошлом». Мехлис предлагал снять Ингулова с должности начальника Главлита, а также «очистить аппарат» этого ведомства «от политически сомнительных людей». В результате Сергей Ингулов вначале был освобожден от работы, а затем арестован органами НКВД и расстрелян.
Его место в качестве временно исполняющего обязанности занял А. С. Самохвалов. До этого он занимал должность начальника газетного сектора Главлита (с 1931), затем, с октября 1937 года, являлся заместителем Ингулова.
13 января 1938 года новый заведующий отделом печати и издательств ЦК ВКП(б) А. Е. Никитин внес предложение утвердить уполномоченным по военной цензуре при СНК СССР и начальником Главлита Н. Г. Садчикова.

### 1938—1957 годы
В годы войны цензура обращала особое внимание на соблюдение военной тайны. К этому периоду относится анекдотический случай, когда цензор переименовал «Слово о полку Игореве» в «Слово о подразделении Игореве».
После окончания войны в 1946 году статус цензурного ведомства был повышен: из подчинения Министерству образования его перевели в подчинение Совету министров СССР. Республиканские отделения Главлита подчинялись местным советам министров республик. В это же время цензурные ограничения были усилены.
В период с 15 марта по 20 октября 1953 года Главлит был временно подчинён МВД СССР — 11-е Главное управление МВД СССР по охране военных и государственных тайн в печати. По некоторым данным это была попытка Лаврентия Берии после смерти Сталина усилить свои полномочия.

### Под руководством П. Романова
Павел Романов возглавлял Главлит с 1957 по 1986 годы.
В одном только 1958 году Главлит проштудировал 1,6 млн контрольных экземпляров изданий (номеров газет и журналов, названий книг и брошюр) общим тиражом 24 млн экземпляров из общих фондов библиотек. Ещё 6 млн экземпляров, «содержащих антисоветские и антисоциалистические материалы», были направлены в библиотечные спецфонды. Кроме того, цензоры «уничтожили более 250 тыс. экз. иностранных сугубо враждебных изданий, засланных в СССР».
В кругах советских диссидентов Главлит часто называли «Министерством правды» по аналогии с романом Джорджа Оруэлла «1984», имея в виду, что деятельность этой организации направлена на искажение действительности в угоду политическим предпочтениям.

### 1986—1991 годы
28 июня 1987 года советское правительство выступило с заявлением о том, что Главлит СССР «был ликвидирован», а десять тысяч его сотрудников «уволено». В действительности же Главлит продолжал работу в новых организационных формах, под новыми названиями и структурными подразделениями, нередко, даже не покидая своих прежних кабинетов и не меняя служебных номеров. 25 октября 1991 года вышел «Закон о печати и других средствах массовой информации».
После распада СССР структуры Главлита на местах были реформированы в среднеазиатских постсоветских странах.

## Архив Главлита
Архив Главлита представлял собой ценнейшее собрание документации всех написанных в Советском Союзе материалов (кроме самиздата), как изданных, так и неизданных, а также многочисленных черновиков, рукописей и машинописных проектов, как пошедших, так и не прошедших цензуру. Туда входили колоссальные массивы текстов (с обсуждением этих текстов, правками и пометками цензуры, в том числе с собственноручно написанными Сталиным резолюциями) для книг, прессы, брошюр, листовок, радиопередач, телевидения, выступлений, съездов, множество дневниковых записей, писем, стенограмм и т. д., наконец обширной внутренней документации самого Главлита и советских издательств, переписки с редакторами и т. п. Относительно архива Главлита до 1938 года было официально заявлено, что он «не сохранился», то есть фактически был уничтожен ещё по приказу Сталина. Судьба основной массы материалов из архива Главлита после 1938 года остаётся неизвестной, небольшая его часть была переименована в Государственный архив Российской Федерации (ГАРФ).

## Руководители
| ФИО                              | Начало полномочий | Окончание полномочий |
| -------------------------------- | ----------------- | -------------------- |
| Николай Леонидович Мещеряков     | 6 июня 1922       | 23 октября 1922      |
| Павел Иванович Лебедев-Полянский | 24 октября 1922   | июль 1931            |
| Борис Михайлович Волин           | июль 1931         | 1935                 |
| Сергей Борисович Ингулов         | 1935              | 16 декабря 1937      |
| Александр Степанович Самохвалов  | 17 декабря 1937   | 12 января 1938       |
| Николай Георгиевич Садчиков      | 13 января 1938    | 1946                 |
| Константин Кириллович Омельченко | 1946              | 5 марта 1957         |
| Павел Константинович Романов     | 6 марта 1957      | 1965                 |
| Алексей Петрович Охотников       | 1965              | 17 августа 1966      |
| Павел Константинович Романов     | 18 августа 1966   | июль 1986            |
| Владимир Алексеевич Болдырев     | июль 1986         | 24 октября 1991      |

## Главлит в литературе
Известна цитата из поэмы «Тёркин на том свете», написанной Александром Твардовским, который неоднократно критиковал деятельность цензоров:

Весь в поту, статейки правит,

Водит носом взад-вперёд:

То убавит, то прибавит,

То своё словечко вставит,

То чужое зачеркнёт.

То его отметит птичкой,

Сам себе и Глав и Лит,

То возьмёт его в кавычки,

То опять же оголит.